# Lalla Salma
La princesa Lalla Salma, nacida Salma Bennani (en árabe : الأميرة للا سلمى), es la exesposa del rey Mohamed VI de Marruecos y la madre del príncipe heredero Mulay Hasán y la princesa Lalla Khadija. Ha sido la primera esposa de un soberano marroquí a la que se le ha otorgado un título real y en ser presentada al pueblo marroquí y a los medios de comunicación. De hecho, apenas ascendió al trono, el rey Mohamed VI disolvió el harén real.

## Biografía
Salma Bennani nació el 10 de mayo de 1978 en Fez, de padre (descendiente de la familia Benanni) profesor en la Escuela normal superior de Fez y de madre (descendiente de la familia Bensouda) quién falleció en 1981, a los 3 años de su nacimiento; fue educada con su hermana Meryem por su abuela materna, Hajja Fatma Abdellaoui Maâne. Realizó sus estudios primarios en un colegio privado de Rabat y luego en el colegio Hassan-II, donde a menudo se le veía en compañía de su prima Saira. En 1995, terminó el bachillerato, en la especialidad de ciencias matemáticas.
Salma tiene una hermana médico, y tres hermanas más del segundo matrimonio de su padre.
Su nombre, Salma, es la palabra árabe que significa “paz” o “calma”.
Después de dos años en las clases preparatorias de las escuelas Math-Sup y Math-Spé del Lycée Moulay Youssef, entró a formar parte de "La Escuela Nacional Superior de Informática y de Análisis de Sistemas" (ENSIAS) en Rabat dónde ella, tres años más tarde, en 2000, obtiene el título de Ingeniero del Estado en Ingeniería informática. Después de graduarse, trabajó en Casablanca, como ingeniera de servicios de la información en el grupo ONA, la compañía privada de "holding" más grande de Marruecos, controlada por la familia real.
Salma Bennani, se casó con Mohamed VI de Marruecos el 21 de marzo de 2002, en el Palacio Real de Rabat. Pasó a titularse entonces, S.A.R. la princesa Lalla Salma.
Preside la asociación "Lalla Salma de lucha contra el cáncer" y es embajadora de buena voluntad de la OMS.
El 8 de mayo de 2003, dio a luz al heredero del trono marroquí, el príncipe Moulay Hassan, y el 28 de febrero de 2007 a una hija, la princesa Lalla Khadija.
Casi no hay imágenes de Lalla Salma desde su divorcio del rey de Marruecos, Mohamed VI. Tras la separación, tuvo que pasar más de un año, para volver a ver a la exreina y madre del heredero, en abril de 2019. Eran unas fotos de una cena con su hija y algunas amigas en la plaza de Jemaa el Fna de Marrakech. Tras aquellas fotografías se la ha visto fugazmente visitando un hospital o inaugurando una exposición en Rabat.
Se dijo que se había trasladado a vivir a Estados Unidos, pero también corrieron rumores de que estaba retenida y no podía ver a sus hijos. Para detener las especulaciones, la expareja real emitió un comunicado. En él, desmentían todos los rumores y recordaban que son padres de dos adolescentes. Se distribuyeron también algunas fotografías de Lalla Salma, en compañía de su primogénito, el príncipe heredero de Marruecos, Moulay Hassan, que entonces tenía 16 años, y la princesa Lalla Khadija, dos años menor que su hermano, en Nueva York, de compras.

## Títulos y tratamientos
| ● 12 de julio de 2002-presente: | Su alteza real la princesa Lalla Salma |

## Distinciones honoríficas

### Distinciones honoríficas extranjeras
- Dama gran cruz de la Orden de Leopoldo II (Reino de Bélgica, 05/10/2004).[1]
- Dama gran cruz de la Real Orden de Isabel la Católica (Reino de España, 14/01/2005).[2]
- Dama gran cruz de la Orden Nacional del Mérito (República de Senegal, 01/12/2008).[3]
- Medalla de Oro de la Organización Mundial de la Salud [OMS] (25/05/2017).[4]

| Predecesor: Título de nueva creación | Princesa consorte de Marruecos 21 de marzo de 2002 – marzo de 2018 | Sucesor: Vacante |